# Akira Takase
Akira Takase (født 21. september 1988) er en japansk fodboldspiller.
Han har spillet for flere forskellige klubber i sin karriere, herunder Grulla Morioka.